# Georg Heimbert von Mackerodt
Georg Heimbert Mackerodt, ab 1738 von Mackerodt, (* 1691; † 1743) war ein preußischer Oberstleutnant und Kommandeur des Husarenregiments Nr. 5.

## Leben
Er trat bereits 1698 in sächsische Dienste und wechselte 1717 in preußische. 1718 wurde er Cornet im Kürassier-Regiment (Sachsen-Weimar), 1727 wurde er Stabshauptmann bei den Husaren, die später das Husaren-Regiment Nr. 1 (Czettriz) wurden. Am 1. März 1738 wurde er Major und von Friedrich Wilhelm I. in den Adelsstand erhoben. Im November 1741 wurde Mackerodt Oberstleutnant beim ersten Husaren-Regiment, welches Friedrich II. errichtete. 1742 wurde er Kommandeur der Schwarzen Husaren und erwarb im Juni 1742 den Pour le Mérite. Er starb 1743 auf dem Weg nach Schlesien.
In seiner Zeit hat er am Spanischen Erbfolgekrieg, am Pommernfeldzug 1715/1716 sowie 1734/1735 am Rheinfeldzug teilgenommen.

## Familie
Er war verheiratet und hatte fünf Kinder, darunter:
- Charlotte Sophie (* 15. Oktober 1729; † 30. Juli 1794)[2][3]
 ⚭ Joachim Franz Heinrich von Kortzfleisch (* April 1681; † 17. Mai 1742), gefallen bei Chotusitz[4]
 ⚭ Karl Siegmund von Eller  († 5. Mai 1784), preußischer Hauptmann, Erbherr auf Pokraken[5]